# Санта-Тереза-ду-Уэсти
Санта-Тереза-ду-Уэсти (порт. Santa Tereza do Oeste) — муниципалитет в Бразилии, входит в штат Парана. Составная часть мезорегиона Запад штата Парана. Входит в экономико-статистический микрорегион Каскавел. Население составляет 9378 человек на 2007 год. Занимает площадь 326,917 км². Плотность населения — 28,69 чел./км².
Праздник города — 1 января.

## История
Город основан 1 января 1990 года.

## Статистика
- Валовой внутренний продукт на 2003 год составляет 108 609 865,00 реалов (данные: Бразильский институт географии и статистики).
- Валовой внутренний продукт на душу населения на 2003 год составляет 8613,68 реалов (данные: Бразильский институт географии и статистики).
- Индекс развития человеческого потенциала на 2000 год составляет 0,735 (данные: Программа развития ООН).